# Кузенков Олександр Юрійович
Олександр Юрійович Кузенков (позивний «Хорт»; 6 липня 1996, м.Київ, Україна - 20 грудня 2022 , Бахмутський район, Донецька область, Україна) - український письменник, поет, учасник  Революції Гідності, ветеран АТО і ООС, учасник російсько-української війни, Військовослужбовець Збройних сил України, солдат 24 окремої механізованої бригади імені короля Данила.

## Життєпис
Кузенков Олександр Юрійович народився 6 липня 1996 року у місті Київ. 
Навчався у Київській спеціалізованій школі №239 із поглибленим вивченням німецької мови. Зі шкільних років почав писати вірші і виявляти здібності до написання прози. Мріяв стати журналістом.
З 2013-2015 рр. - навчався
в Київському вищому професійному училищі швейного та перукарського мистецтва. За спеціальністю кухар, кондитер.
Згодом у 2015 вступив до Київського університету імені  Бориса Грінченка. Там отримав ступінь бакалавр спеціальністю журналіст.

## Революція гідності
З листопада 2013-го року - учасник Революції Гідності. Тоді Олекландру було 17 років. 
3 2011 року, у віці 15-ти років, Олександр почав цікавитися ідеологією націоналізму та історією України, багато читати та дізнаватися про політичні тенденції. 
3 2013 року (ще до Революції гідності) - почав активно брати участь в різних акціях протесту, мітингах, суботниках. А також у агітації проукраїнських ідей. При цьому офіційно Олександр Кузенков не був членом жодної організації. Як написав Олександр у автобіографії, він приходив підтримати саме ті акції, які вважав потрібними і правильними.
3 21 листопада 2013 року Олександр став учасником Революції гідності. Він сам цю революцію називав «національним повстанням». На Майдан приходив практично щодня  після навчання, інколи залишався ночувати в КМДА. 
Займався також і агітаційною діяльністю. Цитата з автобіографії Олександра Кузенкова: «Часто в той час вечорами ходив по Оболоні і проводив розклейку оголошень, в яких закликав людей 
виходити на головну площу країни (робив це чисто від себе).»
Ні в сотнях, ні в Правом Секторі Олександр не перебував. Ходив на Майдан сам або з другом. (За його словами, він багато разів брав участь в так званих «козацьких забавах» разом з активістами С14.)
20 лютого 2014р. (у день розстрілу Небесної сотні) Олександр потрапив на Майдан в обід. Він написав про ці події так: «Опинився на майдані в обід, по суті, пропустивши всі найстрашніші події того дня. З того моменту і до цього дня звинувачую себе за те, що не зміг бути з самого ранку, не зумів бути поруч, допомгти…» 
Згодом Олександр боровся з проявами сепаратизму, фінансованого Росією на Сході України. Тоді РФ влаштовувала масові заворушення на сході і півдні України, завозили тішушок і озброєних громадян РФ.

## Військова служба
З початку АТО на Донбасі Олександр хотів піти добровольцем, але не наважувався через слабке здоровʼя і хронічне захворювання, - він з дитинства хворів на бронхіальну астму. Однак внутрішній порив захищати свою країну був сильнішим, і він пішов добровольцем в полк «Азов» на початку 2015 року. Проходив КМБ два тижні, але під кінець сильно захворів і довелося поїхати додому. Згодом проходив триденний вишкіл з батальйоном «Свята Марія». Тоді йому сказали, що він пройшов відбір і буде можливість поїхати на фронт. Але з ним так і не звʼязалися. Незабаром Олександр вирішив спробувати ще раз. Незадовго до нового 2016 року він поїхав на базу батальйону ОУН. Через майже місяць його забрали на базу в Красноармійську (нині має назву Покровськ). А через тиждень він потрапив на фронт, в селище Піски (Донецька область). Там був одну ротацію (місяць) з грудня по січень 2015-2016 рр. Був стрільцем і другим номером РПГ. Потім поїхав додому через погіршення стану здоровʼя. У серпні 2016 поїхав в ДУК Правий Сектор, в Першу штурмову роту. Опинився на позиції в селі Камʼянка, що за 5 км від Авдіївки. Був там близько місяця.
У 2017-му році був учасником боїв за район шахти «Бутівка», що на Донеччині, як доброволець. 
З лютого 2018 року і до кінця року брав участь у боях у селі Кам'янка, що неподалік Авдіївки Донецької області. 
З 2019-го року служив у 24-й окремій механізованій бригаді імені короля Данила.
Працював з кулеметом, а також з РПГ і СПГ, у розвідувальній роті. 
Під час повшмасштабно вторгнення Росії в Україну у 2022 році, у її складі, боронив місто Попасна на Луганщині. Там 11 квітня 2022 отримав поранення носа та руки оскорочно-фугасним снарядом танка. Росіяни намагалися штурмувати позиції українських військових. Тоді Олександр ліквідував  пострілами з кулемета щонайменше 3-х російсиких солдатів і вигукнув фразу «Голубятню геть!». Про такий випадок розповідають його бойові побратими. 
Після лікування і операцій Олександр Кузенков повернувся на фронт у складі 24-ї окремої механізованої бригади імені короля Данила. 
Загинув  Олександр Кузенков у Бахмутському районі Донецької області 20 грудня 2022 року. Тоді працював з СПГ по танкам противника. Їх група потрапила під мінометний обстріл.

## Творчість
З юнацьких років Олександр писав вірші. Почав реалізувати себе також у прозі. 
На початку 2017р - видав книгу під псевдонімом Позивний «Хорт» - «Останні посмішки Іловайська». 
Це оповідання на 84 сторінки. Класифікується як ідеологічна література для молодого покоління. За словами автора, це «оповідання про піт, кров, дружбу, життя та смерть, адресоване передусім молодому поколінню для формування правильних ідеологічних цінностей.»  
Олександр писав вірші українською та російською мовами. Збірку не видав.
Написав другу книгу - «На нулі». Вона виграла друге місце на Національному конкурсі «Малих Літературних форм» імені А. Лупиноса у номінації проза. На данний момент не видана.

## Нагороди
- Диплом за друге місце у Національному конкурсі малих літературних форм імені А. Лупиноса. У номінації проза, листопад 2020р.
- Медаль ДУК Правий сектор «За відданість боротьбі». Нагороджений 28 листопада 2018 р.

- Відзнака Ради національної безпеки і оборони України I ступеня. Нагороджений 4 жовтня 2021р.

- Почесна відзнака Яворівського міського голови за військову службу.  Нагороджений 22.08.2022